# Пиелонефрит

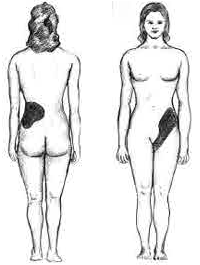
Диаграмма, показывающая типичное место боли

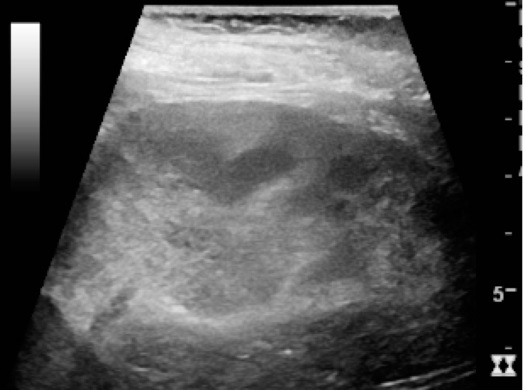
Острый пиелонефрит с повышенной корковой Эхогенность и нечёткими контурами верхнего полюса.

Пиелонефри́т (греч. πύέλός — корыто, лохань; νεφρός — почка) — неспецифический воспалительный процесс с преимущественным поражением канальцевой системы почки, преимущественно бактериальной этиологии, характеризующееся поражением почечной лоханки (пиелит), чашечек и паренхимы почки (в основном её межуточной ткани). На основании пункционной и эксцизионной биопсии почечной ткани выявляются три основных варианта течения заболевания:
- острый;
- хронический;
- хронический с обострением.

Пиели́т — изолированное воспаление почечной лоханки.

## Распространённость
Пиелонефрит — наиболее частое заболевание почек во всех возрастных группах. Заболевание выявляется в 8—20 % вскрытий. Девочки и женщины молодого и среднего возраста болеют в 6 раз чаще мальчиков и мужчин.

## Классификация

### По количеству поражённых почек
- Односторонний
- Двусторонний

### По условиям возникновения
- Первичный
- Вторичный

### По характеру течения
- Острый
- Хронический
- Рецидивирующий

### По пути проникновения инфекционного агента
- Нисходящий (чаще) агент попадает в почку через кровь
- Восходящий (реже)

### По состоянию проходимости мочевыводящих путей
- Не обструктивный
- Обструктивный

### Формы острого пиелонефрита
- Серозный (встречается чаще)
- Гнойный

### Варианты течения хронического пиелонефрита
- латентная
- гипертензивная
- анемичная
- азотемичная
- бессимптомная
- ремиссия

### По морфологическим показателям (пиелонефрит детского возраста)
Классификация составлена с учётом разработок В. В. Серова и Т. Н. Ганзен с незначительными терминологическими изменениями
I. Острый (фазы):
- серозный;
- гнойный:
  - очаговый инфильтративный;
  - диффузный инфильтративный;
  - Диффузный с абсцессами;
- с мезенхимальной реакцией.

II. Хронический (формы):
- минимальные изменения;
- интерстициально-клеточный:
  - инфильтративный;
  - склерозирующий;
- интерстициально-тубулярный (крупноочаговый склероз, дистрофия и атрофия эпителия канальцев);
- интерстициально-васкулярный;
- смешанный (интерстициально-тубулярно-васкулярный);
- склерозирующий со сморщиванием почки.

III. Хронический с обострением (черты I и II).

### Исходы острого пиелонефрита
- Выздоровление
- Хронизация процесса

### Исходы хронического пиелонефрита
- Вторичное сморщивание почки (есть непосредственное заболевание почек, которое привело к сморщиванию почек)
- Пионефроз (скопление гноя в почке, посредством обструкции(камень в почке)

### Осложнения
- Острая почечная недостаточность (ОПН)
- Хроническая почечная недостаточность (ХПН)
- Некротический папиллит
- Паранефрит (воспаление около почечной жировой ткани)
- Уросепсис (сепсис на фоне заболевания почек)

### Редкие формы пиелонефрита
- Эмфизематозный пиелонефрит
- Ксантогранулёматозный пиелонефрит

## Острый пиелонефрит

### Этиология и патогенез
Наиболее частыми возбудителями, вызывающими воспалительный процесс в почке, являются кишечная палочка (Escherichia coli), протеи (Proteus), энтерококки (Enterococcus), синегнойная палочка (Pseudomonas aeruginosa). Проникновение возбудителя в почку при остром пиелонефрите чаще происходит гематогенным путём из любого очага инфекции в организме вследствие развития бактериемии. 
Реже инфекция в почку проникает уриногенным путём из нижних мочевыводящих путей (уретра, мочевой пузырь) по стенке мочеточника (в этом случае заболевание начинается с развития уретрита или цистита с последующим развитием т. н. восходящего пиелонефрита) или по просвету мочеточника вследствие пузырно-мочеточникового рефлюкса.

### Патологическая анатомия
Инфекция, проникнув в почку или лоханку гематогенным или уриногенным путём, вторгается в интерстициальную ткань почки и клетчатку почечного синуса.

#### Гематогенный пиелонефрит
При гематогенном пиелонефрите (инфекция попадает через кровь) воспалительные очаги расположены преимущественно в корковом веществе, вокруг внутридольковых сосудов. Воспалительный процесс, захватывая интерстициальную ткань, повреждает главным образом тубулярную систему(канальцы).
При уриногенном, восходящем пиелонефрите инфекция поражает почку отдельными очагами, веерообразно, в виде клиньев, простирающихся от лоханки до поверхности почки. Между этими очагами воспаления и последующего фиброза расположены участки нормальной почечной ткани. При двустороннем пиелонефрите патологический процесс в почках распространяется неравномерно, асимметрично в противоположность гломерулонефриту и нефросклерозу.

#### Острый пиелонефрит
Пиелонефрит, являясь вначале очаговым процессом, с каждой новой атакой принимает диффузный характер. Интерстициальная ткань играет весьма важную физиологическую роль в межклеточном обмене веществ. После исчезновения воспалительных инфильтратов в ней не происходит истинного восстановления промежуточной ткани; на месте погибших элементов почечной паренхимы развивается рубцовая ткань.
Первичный и вторичный острый пиелонефрит могут протекать вначале в виде серозного, затем гнойного интерстициального воспаления. С учётом этого принято пользоваться терминами «острый серозный пиелонефрит» и «острый гнойный пиелонефрит». В то время как острый серозный пиелонефрит наблюдается в 64 %, острый гнойный — только у 36 % больных острым пиелонефритом. В стадии острого серозного воспаления почка увеличена, напряжена. Паранефральная клетчатка значительно отёчна. Микроскопически в межуточной ткани обнаруживаются многочисленные периваскулярные инфильтраты. Под влиянием соответствующего лечения эта стадия претерпевает обратное развитие, но серозный острый пиелонефрит может перейти и в стадию гнойного воспаления.
Острый гнойный пиелонефрит встречается в виде апостематозного нефрита, абсцесса и карбункула почки. Апостематозный нефрит — это метастатический нагноительный процесс, одна из последующих стадий острого пиелонефрита. При этом корковое вещество почки как на поверхности, так и на разрезе усеяно мелкими гнойниками, имеющими вид бисера.

#### Апостематозный нефрит
При апостематозном нефрите почка увеличена, серо-вишнёвого цвета. Околопочечная клетчатка резко отёчна. После снятия фиброзной капсулы видны множественные мелкие (размером от булавочной головки до горошины) абсцессы, расположенные одиночно или группами. На разрезе почки мелкие абсцессы часто находят и в мозговом веществе. Микроскопически в интерстициальной ткани выявляются множественные очаги гнойного воспаления. В окружности мальпигиевых клубочков видны скопления мелкоклеточных инфильтратов с очагами некроза. Мочевые канальцы сдавлены инфильтратами, которые расположены как в межуточной ткани, так и в периваскулярных пространствах.
Апостематозный нефрит в 23 % случаев сочетается с карбункулом почки. Эти два вида гнойного поражения почки представляют собой единый патологический процесс, проявляющийся лишь в разной последовательности и интенсивности своего развития. Если для апостематозного нефрита характерны множественные мелкие абсцессы, то для карбункула почки — локализованный нагноительный очаг, отличающийся опухолевидным прогрессирующим ростом воспалительной инфильтрации без наклонности к большому абсцедированию. По внешнему виду такой процесс в почке весьма напоминает карбункул кожи. Это обстоятельство и дало основание Israel в 1891 г. назвать данное заболевание карбункулом почки.
Размеры карбункула колеблются от 0,3 до 2 см, редко больше. Карбункул бывает одиночным и множественным, в 25 % случаев сочетается с апостематозным нефритом. Обычно гнойный процесс поражает одну почку, редко — обе (5 %). При благоприятном течении острого гнойного пиелонефрита происходят рассасывание инфильтратов и разрастание на их месте соединительной ткани. Замещение гнойных очагов соединительной тканью ведёт к образованию на поверхности почки рубцовых втяжений вначале тёмно-красного, а затем бело-серого цвета. На разрезе почки эти рубцы имеют форму клина, доходящего до лоханки.
- Итак, при остром пиелонефрите воспалительный процесс вначале локализуется в межуточной ткани, а затем в него вовлекаются канальцы и в последнюю очередь клубочки. При переходе процесса в хроническую стадию возникают продуктивный эндартериит, гиперплазия средней оболочки сосудов и склероз артериол. Склероз артериол служит одной из причин дальнейшей атрофии почки.

Пиелонефритическое сморщивание почки вследствие атрофии её паренхимы может быть столь значительным, что почка имеет массу всего 30—50 г. У детей, особенно младшего возраста, пиелонефрит отличается чрезвычайной активностью и сопровождается гибелью паренхимы почки на обширных участках.

### Клиническая картина
Местная симптоматика:
- Боли в поясничной области на стороне поражения. При необструктивных пиелонефритах обычно боли тупые, ноющего характера, могут быть низкой или достигать высокой интенсивности, принимать приступообразный характер (например, при обструкции мочеточника камнем с развитием т. н. калькулёзного пиелонефрита).
- Дизурические явления для собственно пиелонефрита не характерны, но могут иметь место при уретрите и цистите, привёдших к развитию восходящего пиелонефрита.

Общая симптоматика характеризуется развитием интоксикационного синдрома:
- лихорадка до 38—40 °C;
- ознобы;
- общая слабость;
- снижение аппетита;
- тошнота, иногда рвота.

Для детей характерна выраженность интоксикационного синдрома, а также характерно развитие т. н. абдоминального синдрома (выраженные боли не в поясничной области, а в животе).
У лиц пожилого и старческого возраста часто развивается атипичная клиническая картина либо со стёртой клиникой, либо с выраженными общими проявлениями и отсутствием местной симптоматики.

### Диагностика

#### Лабораторные методы исследования

##### Анализ крови
- Общий анализ крови. Общевоспалительные изменения: лейкоцитоз, ускорение СОЭ, сдвиг лейкоцитарной формулы влево.
- Биохимический анализ крови. Возможно увеличение трансаминаз, гипергаммаглобулинемия, при развитии явлений почечной недостаточности — повышение цифр мочевины, креатинина.

##### Анализ мочи
- Общий анализ мочи. Основной признак — лейкоцитурия — может отсутствовать при гематогенном пиелонефрите в первые 2—4 дня, когда воспалительный процесс локализуется преимущественно в корковом слое паренхимы почки, а также при обструкции мочевыводящих путей на стороне поражения; эритроцитурия при пиелонефрите может наблюдаться при наличии конкремента, вследствие некротического папиллита, повреждения форникального аппарата, при наличии явлений острого (геморрагического) цистита, послужившего причиной развития пиелонефрита.
- Бактериологическое исследование мочи используется для точного определения возбудителя и его чувствительности к антибиотикам.
- Окраска мочи по Граму является важным этапом этиологической диагностики пиелонефрита, что позволяет быстро получить предварительные ориентировочные данные о характере возбудителя. Культуральное исследование мочи (посев на питательные среды, выделение чистой культуры возбудителя и определение его чувствительности к препаратам) желательно проводить во всех случаях, особенно в стационаре. При подозрении на бактериемию (при высокой лихорадке, ознобах), а также в отделениях интенсивной терапии обязательно исследование крови на стерильность. Необходимым условием достоверности результатов бактериологического исследования является правильность забора мочи и крови.

#### Инструментальные методы исследования
- ультразвуковое исследование (УЗИ) почек в фазе серозного воспаления при остром первичном пиелонефрите может не выявить патологических изменений в почках, в серозной фазе по УЗИ выявляется увеличение почек (или одной почки при одностороннем поражении) в размерах, уменьшение их подвижности при дыхании. При апостематозном пиелонефрите ультразвуковая картина такая же, как в фазе серозного воспаления (увеличение почек в размерах, ограничение их подвижности). Для карбункула почки при УЗИ характерно наличие гипоэхогенного участка без чётких контуров, иногда выбухание внешнего контура почки в этом месте. При формировании абсцесса почки при УЗИ определяется гипоэхогенный участок с чёткими контурами (капсула абсцесса) иногда с неоднородными анэхогенными участками в центре (жидкий гной). При выходе гнойного процесса за пределы капсулы почки (развитие паранефрита) при УЗИ определяется нечёткость паранефральной клетчатки с наличием в ней гипо- и анэхогенных компонентов.
- рентгенологические методы исследования:
  - обзорная и экскреторная урография дополняют друг друга и проводятся обычно вместе (обзорный снимок с последующим проведением экскреторной урографии). На обзорном снимке может быть выявлено увеличение размеров почки, выбухание её контура (при карбункуле и абсцессе), нечёткость контура большой поясничной мышцы на стороне поражения (отёк паранефральной клетчатки, паранефрит), наличие теней конкрементов (калькулёзный пиелонефрит). На экскреторных урограммах в фазе серозного воспаления уродинамика и функция почек чаще не нарушена, может определяться увеличение почки, ограничение её подвижности при ортопробе, умеренное сдавление чашечно-лоханочной системы отёчной паренхимой почки. При апостематозном пиелонефрите к перечисленным признакам серозного пиелонефрита добавляется снижение выделительной функции почки. При карбункулах и абсцессах почки на экскреторных урограммах может определяться выбухание контура, сдавление и деформация лоханки и чашечек абсцессом, инфильтратом.
  - ретроградная пиелоуретерография выполняется при отсутствии на экскреторных урограммах функции почки или если по каким-либо причинам экскреторная урография не может быть проведена (тяжёлое состояние больного, наличие острой или хронической почечной недостаточности).
  - абдоминальная аортография, селективная почечная артериография, компьютерная томография применяются, главным образом, для проведения дифференциальной диагностики пиелонефрита и другой почечной патологии.
- радионуклидные методы исследования (нефросцинтиграфия, непрямая ангиография, ренография) при остром пиелонефрите используются как вспомогательные методы диагностики. Они могут быть использованы в динамике через 3-5 суток для оценки эффективности проводимой терапии.

### Дифференциальная диагностика
Хронический пиелонефрит необходимо дифференцировать прежде всего с хроническим гломерулонефритом, амилоидозом почек, диабетическим гломерулосклерозом и гипертонической болезнью.
Амилоидоз почек в начальной стадии, проявляющийся лишь незначительной протеинурией и весьма скудным мочевым осадком, может симулировать латентную форму хронического пиелонефрита. Однако в отличие от пиелонефрита при амилоидозе отсутствует лейкоцитурия, не обнаруживаются активные лейкоциты и бактериурия, сохраняется на нормальном уровне концентрационная функция почек, нет рентгенологических признаков пиелонефрита (почки одинаковы, нормальных размеров либо несколько увеличены). Кроме того, для вторичного амилоидоза характерно наличие длительно текущих хронических заболеваний, чаще гнойно- воспалительных.
Диабетический гломерулосклероз развивается у больных с сахарным диабетом, особенно при тяжёлом его течении и большой длительности заболевания. При этом имеются и другие признаки диабетической ангиопатии (изменения со стороны сосудов сетчатки, нижних конечностей, полиневрит и др.). Отсутствуют дизурические явления, лейкоцитурия, бактериурия и рентгенологические признаки пиелонефрита.
Хронический пиелонефрит с симптоматической гипертензией, особенно при латентном течении, нередко ошибочно оценивается как гипертоническая болезнь. Дифференциальная диагностика этих заболеваний представляет большие трудности, особенно в терминальной стадии.
Если из анамнеза или медицинской документации удаётся установить, что изменения в моче (лейкоцитурия, протеинурия) предшествовали (иногда за много лет) появлению гипертензии либо задолго до её развития наблюдались циститы, уретриты, почечная колика, обнаруживались конкременты в мочевых путях, то симптоматическое происхождение гипертензии как следствие пиелонефрита обычно не вызывает сомнений. При отсутствии таких указаний необходимо учитывать, что гипертензия у больных хроническим пиелонефритом отличается более высоким диастолическим давлением, стабильностью, незначительной и нестойкой эффективностью гипотензивных средств и существенным повышением их эффективности, если они используются в сочетании с противомикробными средствами. Иногда в начале развития гипертензии достаточно бывает только противовоспалительной терапии, которая без гипотензивных средств приводит к снижению или даже стойкой нормализации артериального давления. Нередко приходится прибегать к исследованию мочи по Каковскому-Аддису, на активные лейкоциты, посев мочи на микрофлору и степень бактериурии, обращать внимание на возможность немотивированной анемии, увеличение СОЭ, снижение относительной плотности мочи в пробе Зимницкого, которые свойственны пиелонефриту.
В пользу пиелонефрита могут говорить и некоторые данные УЗИ и экскреторной урографии (деформация чашек и лоханок, стриктура или атония мочеточников, нефроптоз, неодинаковые размеры почек, наличие конкрементов и др.), радиоизотопной ренографии (снижение функции одной почки при сохранённой функции другой) и почечной ангиографии (сужение, деформация и уменьшение числа мелких и средних артерий). Если диагноз вызывает сомнение даже после проведения всех перечисленных методов исследования, необходимо (при возможности и отсутствии противопоказаний) прибегнуть к пункционной биопсии почек.

### Лечение
Консервативное лечение включает антибактериальную (пенициллин+аминогликозиды; фторхинолоны+цефалоспорины); инфузионно-дезинтоксикационную, противовоспалительную терапию, физиотерапию, целесообразно применение дезагрегантов и антикоагулянтов. До получения результата бактериологического исследования мочи антибактериальная терапия назначается эмпирически (чаще лечение начинают с фторхинолонов), а после получения результатов посева мочи лечение может быть скорректировано. Функционально-пассивная гимнастика почек (1—2 раза в неделю назначают 20 мл фуросемида).
Обструктивные формы острого пиелонефрита требуют незамедлительного восстановления оттока мочи на стороне поражения, предпочтение отдаётся перкутанной пункционной нефростомии, а только потом назначение антибактериальной и инфузионной терапии.
К методам консервативного лечения относится также катетеризация мочеточника на стороне поражения с целью восстановления оттока мочи из поражённой почки.
В настоящее время нормализация состояния биологических мембран играет важную роль в успешном лечении заболеваний мочевой системы. Установлена патогенетическая роль повреждения липидного компонента мембран эпителия почечной ткани при формировании дизметаболической нефропатии, нефролитиаза, интерстициального нефрита. Основным процессом, приводящим к деструкции мембран, является свободнорадикальное перекисное окисление липидов (ПОЛ). ПОЛ относится к неспецифическим реакциям, выраженность которых нередко определяет прогноз и исход многих патологических состояний.
В связи с этим при многих воспалительных заболеваниях неспецифической этиологии, наряду с общепринятым медикаментозным лечением, патогенетически оправдано назначение антиоксидантов. К антиоксидантам относятся: витамин E (токоферол), витамин C (аскорбиновая кислота), убихинон (коэнзим Q10), витамин A (ретинол), β-каротин, селен и т. д.
При появлении признаков почечной недостаточности назначают оксиданты (кокарбоксилаза, реже рибофлавин, пиридоксальфосфат)

#### Оперативное лечение (операции)
Оперативное лечение включает органосохраняющие и органоуносящие операции.
- Органосохраняющие: Объём оперативного вмешательства при остром пиелонефрите зависит от характера выявленных изменений в почке. Декапсуляция почки выполняется при любых вариантах гнойного пиелонефрита. При апостематозном пиелонефрите производится декапсуляция почки со вскрытием апостем. Что снижает сдавление почечной паренхимы инфильтратом и отёком, способствует восстановлению кровотока в почке. При наличии карбункула почки производится рассечение и иссечение карбункула, при абсцессе почки — вскрытие абсцесса и иссечение его стенки. К органосохраняющим операциям также относят нефростомию — как при открытой операции, так и чрескожную пункционную нефростомию под контролем УЗИ.
- Органоуносящие: Нефрэктомия.

## Диета при пиелонефрите
При остром пиелонефрите рекомендуется увеличение количества потребляемой жидкости до 2 л в сутки для людей старше 16 лет, 1,5 л для детей 8-16 лет, 1 л для 1-8 лет, отказаться от жареной, сдобной, печёной, жирной, острой и сильно солёной пищи. Желательно отказаться от свежего хлеба, батона и прочих печёных продуктов, желательно есть печёные продукты двух-трёхдневной давности. Желательно отказаться также от продуктов-аллергенов, так как в период обострения организм человека особенно ослаблен в этой области иммунной системы.
При хроническом пиелонефрите рекомендуется уменьшить потребление поваренной соли до 5 г в сутки и менее. При этой форме болезни противопоказаны крепкие мясные бульоны и продукты питания, вызывающие резкие вкусовые ощущения.

## Хронический пиелонефрит
В группе хронического пиелонефрита при анализе материала биопсий коркового вещества почки различают 6 морфологических вариантов. Нет достаточных оснований рассматривать все из них как последовательные стадии изменений — правильнее считать их неодинаковыми формами течения хронического пиелонефрита, обусловленными различиями факторов, способствующих развитию пиелонефрита.
Хронический пиелонефрит может постоянно беспокоить пациента тупыми ноющими болями в пояснице, особенно в сырую холодную погоду, а также энурезом или болезненным мочеиспусканием, так как во время этой болезни особенно ослабляется не только иммунитет, но и мочевой пузырь. Кроме того, хронический пиелонефрит время от времени обостряется, и тогда у больного появляются все признаки острого процесса.
- Абсцесс вокруг обеих почек[14]
- Абсцесс вокруг обеих почек[14]

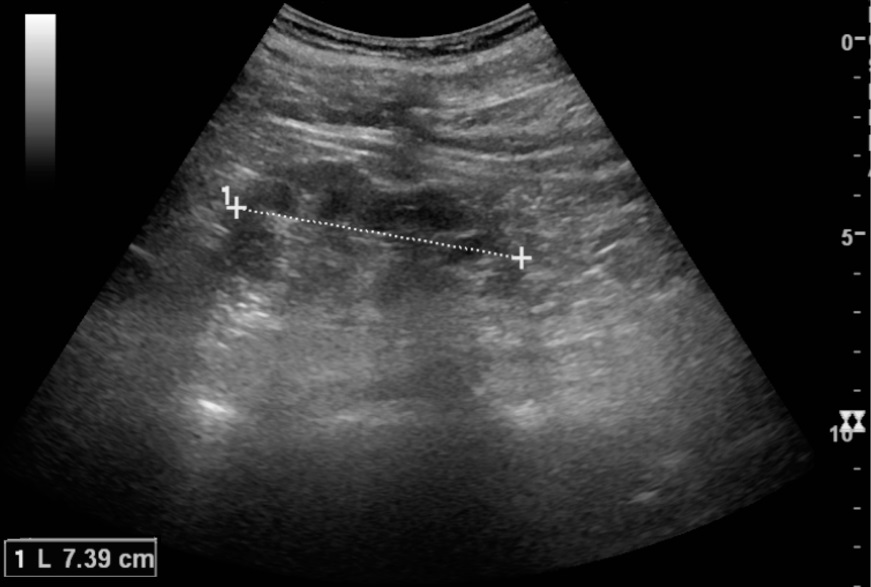
Хронический пиелонефрит с уменьшением размера почек и очаговым истончением кортикального слоя. Измерение длины почек на ультразвуковом изображении показано знаком «+» и пунктирной линией.